# Sportåret 1850

## Händelser

### Allmänt
- 22–23 oktober – De första "olympiska spelen" arrangeras i Much Wenlock.[1][2] De utgör senare en inspiration för Pierre de Coubertin, initiativtagare till de moderna olympiska spelen.[3]

### Boxning

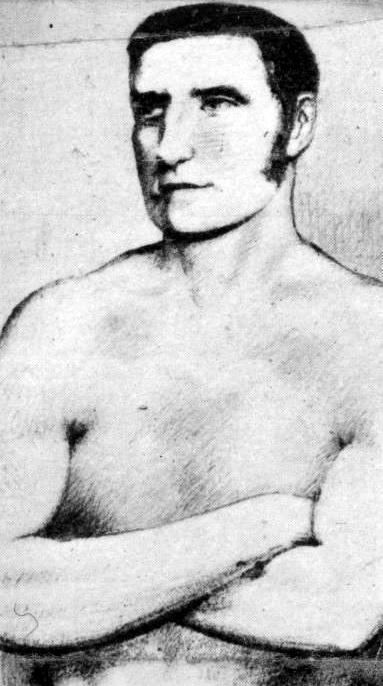
William Thompson.

- Tom Hyer behåller den amerikanska mästerskapstiteln i tungvikt, men inga matcher finns registrerade för honom under året.[4]

- 5 juni – William Thompson besegrar Tom Paddock i Mildenhall och försvarar därmed sin engelska mästerskapstitel i tungvikt. Matchen varar i 59 minuter över 49 ronder. Efter matchen meddelar Thompson att han drar sig tillbaka.[5]

- 22 oktober – Tom Sayers möter Dan Collins i Edenbridge. Matchen bryts av polis efter 27 minuter, i nionde ronden. Matchen återupptas senare samma dag i Redhill, där den varar i ytterligare en timme och 52 minuter över 39 ronder innan den slutar oavgjord.[6]

- 17 december – William Perry besegrar Tom Paddock i Woking Common och gör anspråk på den engelska mästerskapstiteln i tungvikt. Matchen varar i 42 minuter över 27 ronder. Paddock diskas när han slår till Perry medan denne är på väg till sin ringhörna.[7]

### Cricket
- Okänt datum – Surrey CCC vinner County Championship (en inofficiell titel fram till 1890, då de första officiella mästarna koras).